# Gerkan, Marg und Partner

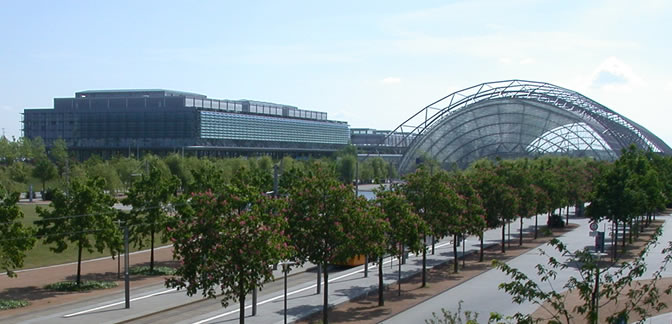
Nowe Targi Lipskie

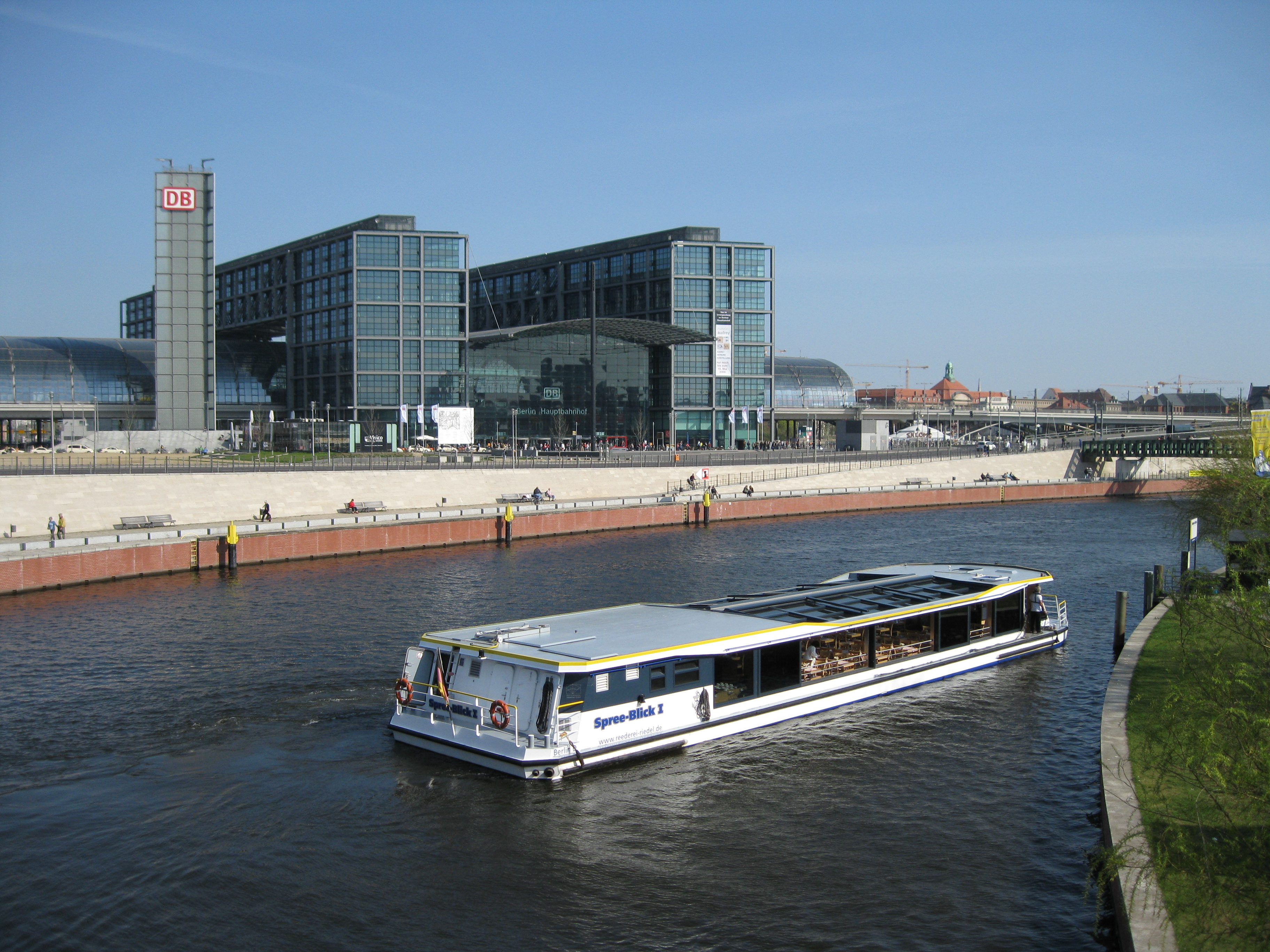
Nowy Dworzec Główny – Berlin Hauptbahnhof, 2006

Baku Crystal Hall, 2012

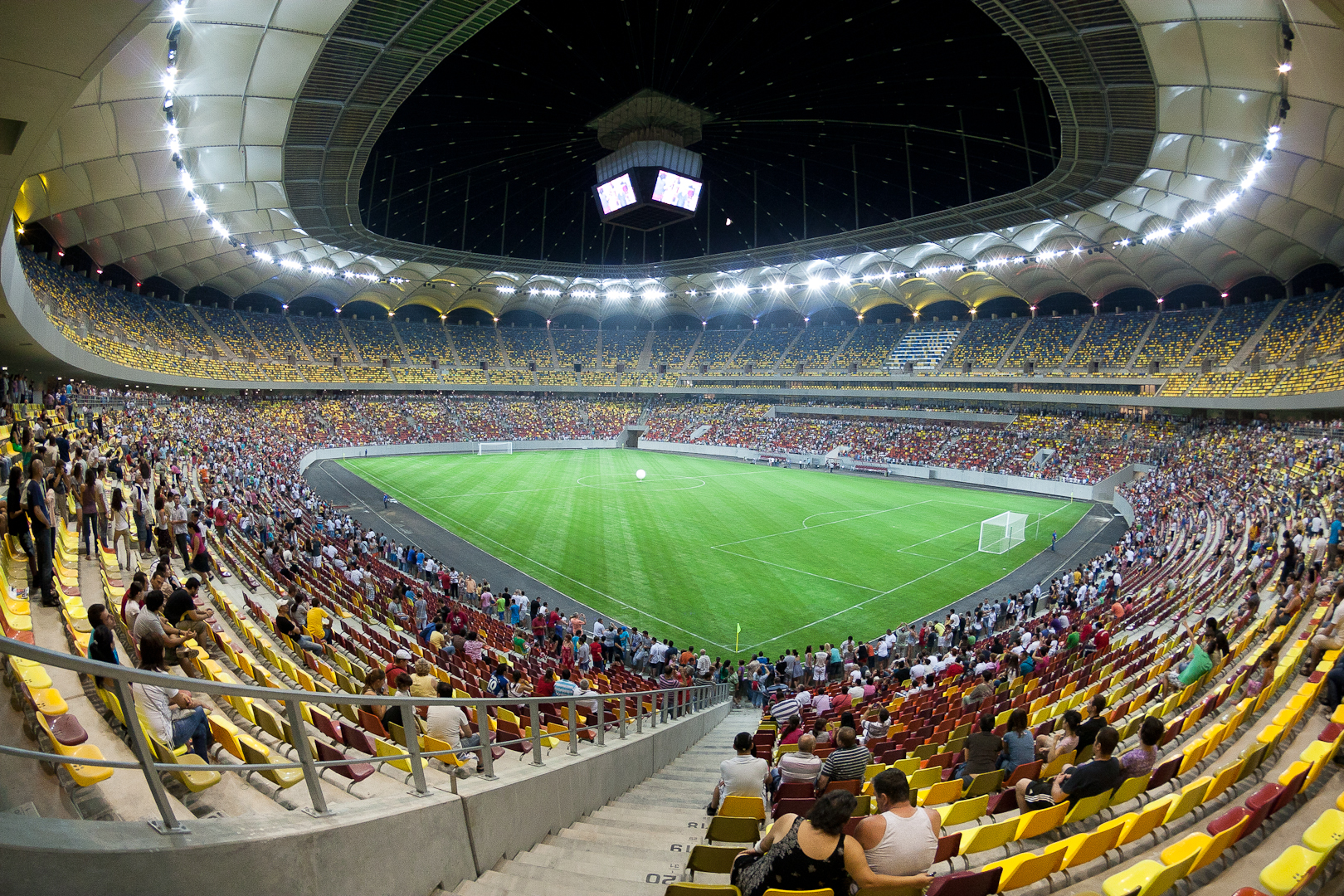
Arenă Națională w Bukareszcie

Gerkan, Marg und Partner (GMP) – niemieckie biuro architektoniczne działające w Hamburgu.
Firmę założyli w 1965 architekci Meinhard von Gerkan i Volkwin Marg. Biuro znane jest przede wszystkim z wielkich projektów komunikacyjnych i konstrukcji wielkoprzestrzennych.

## Główne dzieła
- Port Lotniczy Tegel w Berlinie, 1975
- terminal nr 3 w Porcie Lotniczym w Stuttgarcie
- Nowe Targi Lipskie, 1991–1995
- dworzec kolejowy Berlin-Spandau, 1998
- dworzec kolejowy Berlin Hauptbahnhof, 1996–2006
- kościół na Expo 2000 w Hanowerze, 2000 (następnie rozebrany)
- przebudowa Stadionu Olimpijskiego w Berlinie, 2000–2004
- Arena Națională, 2008–2011
- Baku Crystal Hall, 2012